# Црвени поток
Црвени поток је природни резерват у Националном парку Тара. Налази се у близини Митровца на Тари. Године 1950 је проглашен природним резерватом прве категорије и под заштитом је државе. 
Природни резерват Црвени поток је од великог значаја за науку јер су у тресетним слојевима сачувана фосилизована поленова зрна која чувају податке о истији биљног света, климатским променама, условима станишта Таре и целе Србије.
Налази се на надморској висини од 1080 м а површине је нешто мало веће од 23 хектара. Кроз резерват протиче поток који прелази преко црвене глине и када набуја поток добија црвену боју по којој је добио и име.
У резервату има, поред смрче, јеле и јове и Панчићеве оморике.
Због велике шумовитости и одсуства сече дошло је до нагомилавања органског материјала али и воде јер је увала у којој се налази локалитет Црвени поток водонепропусна. Последица тога је појава тресетишта. Тај најинтересантнији део резервата се зове Тепих ливада.
Улаз у резерват и пут до Тепих ливаде су 2010 посебно уређени те је многобројним излетницима лакше да нађу пут.